# 3. Fußball-Liga
A 3. Fußball-Liga (em português:  3. Liga de Futebol), ou apenas 3. Liga é a 3ª divisão alemã e a competição dá acesso à 2. Bundesliga, onde 20 clubes disputam três vagas para o acesso. Os três piores clubes são rebaixados para a Regionalliga. O atual campeão é o Elversberg Saar.

## Temporada atual (Participantes 2018–19)
- 1. FC Kaiserslautern (18º colocado na 2. Bundesliga de 2017–18)
- Eintracht Braunschweig (17º colocado na 2. Bundesliga de 2017–18)
- FC Carl Zeiss Jena
- FC Energie Cottbus (Promovido da Regionalliga de 2017–18)
- FC Hansa Rostock
- FSV Zwickau
- Hallescher FC
- Karlsruher SC
- KFC Uerdingen 05 (Promovido da Regionalliga de 2017–18)
- SC Fortuna Köln
- SC Preußen Münster
- SG Großaspach Sonnenhof
- Sportfreunde Lotte
- SpVgg Unterhaching
- SV Meppen
- SV Wehen Wiesbaden
- TSV 1860 München (Promovido da Regionalliga de 2017–18)
- VfL Osnabrück
- VfR Aalen
- Würzburger Kickers

## Campeões
| Temporada | Campeão (Promovido para a 2. Bundesliga) | Vice-Campeão (Promovido para a 2. Bundesliga) | Equipe Extra (Promovida para a 2. Bundesliga) |
| --------- | ---------------------------------------- | --------------------------------------------- | --------------------------------------------- |
| 2008–09   | 1. FC Union Berlin                       | Fortuna Düsseldorf                            | SC Paderborn 07                               |
| 2009–10   | VfL Osnabrück                            | FC Erzgebirge Aue                             | FC Ingolstadt 04                              |
| 2010–11   | Eintracht Braunschweig                   | Hansa Rostock                                 | Dynamo Dresden                                |
| 2011–12   | SV Sandhausen                            | VfR Aalen                                     | Jahn Regensburg                               |
| 2012–13   | Karlsruher SC                            | Arminia Bielefeld                             | -                                             |
| 2013–14   | 1. FC Heidenheim                         | RB Leipzig                                    | SV Darmstadt 98                               |
| 2014–15   | Arminia Bielefeld                        | MSV Duisburg                                  | -                                             |
| 2015–16   | Dynamo Dresden                           | FC Erzgebirge Aue                             | Würzburger Kickers                            |
| 2016–17   | MSV Duisburg                             | Holstein Kiel                                 | Jahn Regensburg                               |
| 2017–18   | 1. FC Magdeburg                          | SC Paderborn 07                               | -                                             |
| 2018–19   | Osnabrück                                | Karlsruhe                                     | Wehen                                         |
| 2019–20   | Würzburger Kickers*                      | Eintracht Braunschweig                        | -                                             |
| 2020–21   | Dynamo Dresden                           | Hansa Rostock                                 | Ingolstadt                                    |
| 2021–22   | Magdeburg                                | Eintracht Braunschweig                        | Kaiserslautern                                |
| 2022–23   | Elversberg                               | Osnabrück*                                    | Wehen Wiesbaden                               |
| 2023–24   | SSV Ulm                                  | Predefinição:Futebol Preußen Münster          | Jahn Regensburg                               |
| 2024–25   | Arminia Bielefeld                        | Dynamo Dresden                                |                                               |

*Apesar do título, o Bayern II não poderá jogar a segunda liga da próxima temporada. Isso porque, na regra do futebol na Alemanha, times A e B de um mesmo clube precisam estar separados por uma divisão.